# We are “BOYFRIEND”
We are “BOYFRIEND”（ウィー・アー・ボーイフレンド）はBOYFRIENDの1枚目のミニ・アルバム。

## 内容
日本でのデビュー作品となった本作は韓国でこれまでリリースした楽曲を主に収録されている。初回限定盤は撮り下ろし映像も収録したDVD、48ページにも及ぶ写真集付き。また、購入すると同年の6月30日に行われる日本武道館での日本初ショーケース「First Date with BOYFRIEND in JAPAN」のプレミアムシートチケット申込用のシリアルナンバーを入手できる。

## 収録曲

### CD
1. BOYFRIEND
作詞・作曲・編曲：Brave Brother
2. Don't Touch My Girl
作詞：Song Su-yun、Han Jae-Ho、Kim Seung-Soo 作曲・編曲:Han Jae-Ho、Kim Seung-Soo
3. ひとりじゃないふたり
作詞：Song Su-yun、Han Jae-Ho、Kim Seung-Soo、G-high 作曲：G-high
4. It's U
作詞:Song Su-yun、Han Jae-Ho、Kim Seung-Soo 作曲:Han Jae-Ho、Kim Seung-Soo、An Jun-Sung 編曲:Han Jae-Ho
5. YOU & I
作詞：Brave Brother、Maboos 作曲・編曲：Brave Brother
6. I'll Be There
作詞：Song Su-yun、Han Jae-Ho、Kim Seung-Soo 作曲・編曲：Han Jae-Ho、Kim Seung-Soo
7. BOYFRIEND (2012 Remix)

### DVD
1. BOYFRIEND
2. Don't Touch My Girl
3. I'll Be There